# São Tiago (Santarém)
São Tiago, ou Santiago, era uma antiga freguesia de Santarém, situada na zona baixa da cidade, mais propriamente no bairro conhecido como Ribeira de Santarém. Esta paróquia, que já existia nos finais do século XII, foi extinta e integrada na de Santa Iria em 1851, por decisão de D. Guilherme, Patriarca de Lisboa.